# ماتياس بيرتولد
ماتياس بيرتولد (بالألمانية: Mathias Berthold)‏ هو متزحلق جبال الألب نمساوي، ولد في 18 مايو 1965.

## وصلات خارجية
- ماتياس بيرتولد على موقع الاتحاد الدولي للتزلج (التزلج على المنحدرات الثلجية) (الإنجليزية)